# باولو فيريرا (لاعب كرة قدم)
باولو فيريرا هو لاعب كرة قدم برازيلي في مركز الهجوم، ولد في 10 يناير 1971 في بيراسيكابا في البرازيل. لعب مع نادي بالميراس.

## وصلات خارجية
- باولو فيريرا (لاعب كرة قدم) على موقع الاتحاد الدولي (مؤرشف)  (الإنجليزية)
- باولو فيريرا (لاعب كرة قدم) على موقع أوليمبيديا (الإنجليزية)